# Schlacht am Gévora
Bailén –  Roliça –Vimeiro – Saragossa (1808) – Burgos (Gamonal) – Medina de Rioseco – Espinosa –  Tudela – Somosierra – Saragossa (1809) – La Coruña – Torres Vedras – Valls – Braga – Oporto – María – Talavera – Ocaña – Gerona – Ciudad Rodrigo (1810) – Buçaco – Gévora – Barrosa – Badajoz (1811) – Fuentes de Oñoro – La Albuera – Tarragona (1811) – Sagunt (Murviedro) – Ciudad Rodrigo (1812) – Badajoz (1812) –  Majadahonda – Salamanca – García Hernández –  Venta del Pozo – Vitoria – 
Sorauren – San Sebastián – Bidassoa
Die Schlacht am Gévora am 19. Februar 1811 nahe Badajoz war ein kleineres Gefecht während der Napoleonischen Kriege auf der Iberischen Halbinsel zwischen den französischen und spanischen Streitkräften.
Die zahlenmäßig unterlegene französische Armee bestimmte den Verlauf der Schlacht und vernichtete die spanische Armee von Extremadura beinahe vollständig, nachdem Gabriel Mendizabal Wellesleys Anweisung, sich auf den Höhen von San Cristóbal zu verschanzen, missachtete und beim Versuch, die Truppen in Sicherheit zu bringen, scheiterte. Der folgende Sieg gegen die geschwächten Spanier erlaubte es Marschall Soult, sich auf seinen Angriff von Badajoz zu konzentrieren, welches die Franzosen am 11. März eroberten und bis zum folgenden Jahr halten konnten.

## Vorgeschichte
Trotz des Teilerfolges über Marschall Masséna in Portugal bei der Schlacht von Busaco im September 1810 wurde Wellesley, nun Viscount Wellington, durch Massénas Manöver gezwungen, sich hinter die Linien von Torres Vedras, einer Reihe von Festungen, zurückzuziehen, die der Verteidigung der portugiesischen Hauptstadt Lissabon dienten. Bis zum 10. Oktober 1810 blieben nur die leichte britische Infanterie und einige Kavallerie-Patrouillen außerhalb der Verteidigungslinien, während sich die portugiesische Armee unter Führung von Masséna um Sobral zusammenzog, sich auf den Angriff auf die Linien von Torres Vedras vorzubereiten. Nach einer Auseinandersetzung mit Tirailleuren am 14. Oktober gruben sich die Franzosen ein, anstatt einen großangelegten Angriff zu starten. Nach einem Monat zogen sie sich zwischen Santarém und Rio Maior zurück.
Napoléon entsandte zuvor Melder an Marschall Soult, dem Kommandeur der Südarmee, und drängte ihn, Unterstützung an Masséna in Portugal zu senden. Jedoch beruhte die Anordnung des Kaisers, die nur eine kleine Streitmacht als Unterstützung vorsah, auf veralteten Informationen. Die Situation jedoch hatte sich beträchtlich geändert, als Soult die Nachricht erhielt. Jetzt standen 30.000 alliierte Soldaten von Engländern und Spaniern sowie sechs Festungen zwischen der französischen Armee und der portugiesischen Hauptstadt, was einen Angriff auf Lissabon praktisch unmöglich machte. Da Soult zum Handeln gezwungen war, stellte er eine hauptsächlich aus dem V. Korps bestehende Armee von 20.000 Mann zusammen und startete eine Expedition nach Extremadura mit dem Ziel, die spanische Festung bei Badajoz zu erobern und dadurch einige der Alliierten von Masséna und den Linien von Torres Vedras zum Abzug zu bewegen.
Soult teilte seine Armee in zwei Kontingente und marschierte über die zwei Hauptpässe, die von Andalusien ins Guadiana-Tal führen, in Richtung Extremadura. Sein Plan sah vor, beide Kontingente bei Almendralejo wieder zu vereinigen. Indes traf ein Kontingent, geführt von General Marie Victor Latour-Maubourg auf leichten Widerstand. Am 3. Januar 1811 wurde das Kontingent mit einer 2.500 Mann starken spanischen und portugiesischen Kavallerie in der Nähe von Usagre konfrontiert. Dabei handelte es sich allerdings nur um die Nachhut, die den Rückzug einer spanischen, vom General Mendizabal befehligten Infanterie-Abteilung über den Guadiana absichern sollte. Latour-Maubourg gelang es daher, Position in der Nähe von Almendralejo zu beziehen und auf die Ankunft des zweiten französischen Kontingents zu warten.
Das zweite Kontingent, das von Jean-de-Dieu Soult kommandiert wurde und General Honoré Gazans Division des 5. Armee-Korps enthielt, eskortierte das französische Belagerungsgerät und musste deshalb einen längeren, praktikableren Weg nach Extremadura nehmen. Schlechtes Wetter und die Fahnenflucht der spanischen Führer sorgten dafür, dass die Artillerie von der eskortierenden Infanterie getrennt wurde. Diese an sich problematische Situation wurde verschärft, als das Kontingent von einer insgesamt 5.000 Mann starken spanischen Truppe unter General Francisco Ballesteros bedroht wurde. Bei der Konfrontation mit Marschall Mortier zog sich Ballesteros ohne nennenswerte Verluste zurück, blieb aber dennoch eine Bedrohung für den hinteren Teil der französischen Streitmacht. Daher schickte Soult Gazans Infanterie los, um die spanische Einheit abzufangen und den verspäteten Belagerungszug zu beschützen, während er selbst mit seiner Kavallerie nach Almendralejo vorrückte. Infolgedessen traf Soult am 6. Januar mit Latour-Maubourg zusammen, allerdings nur mit einem Bruchteil seines ursprünglichen Kontingents und ohne schwere Artillerie.

## Der Weg in die Schlacht

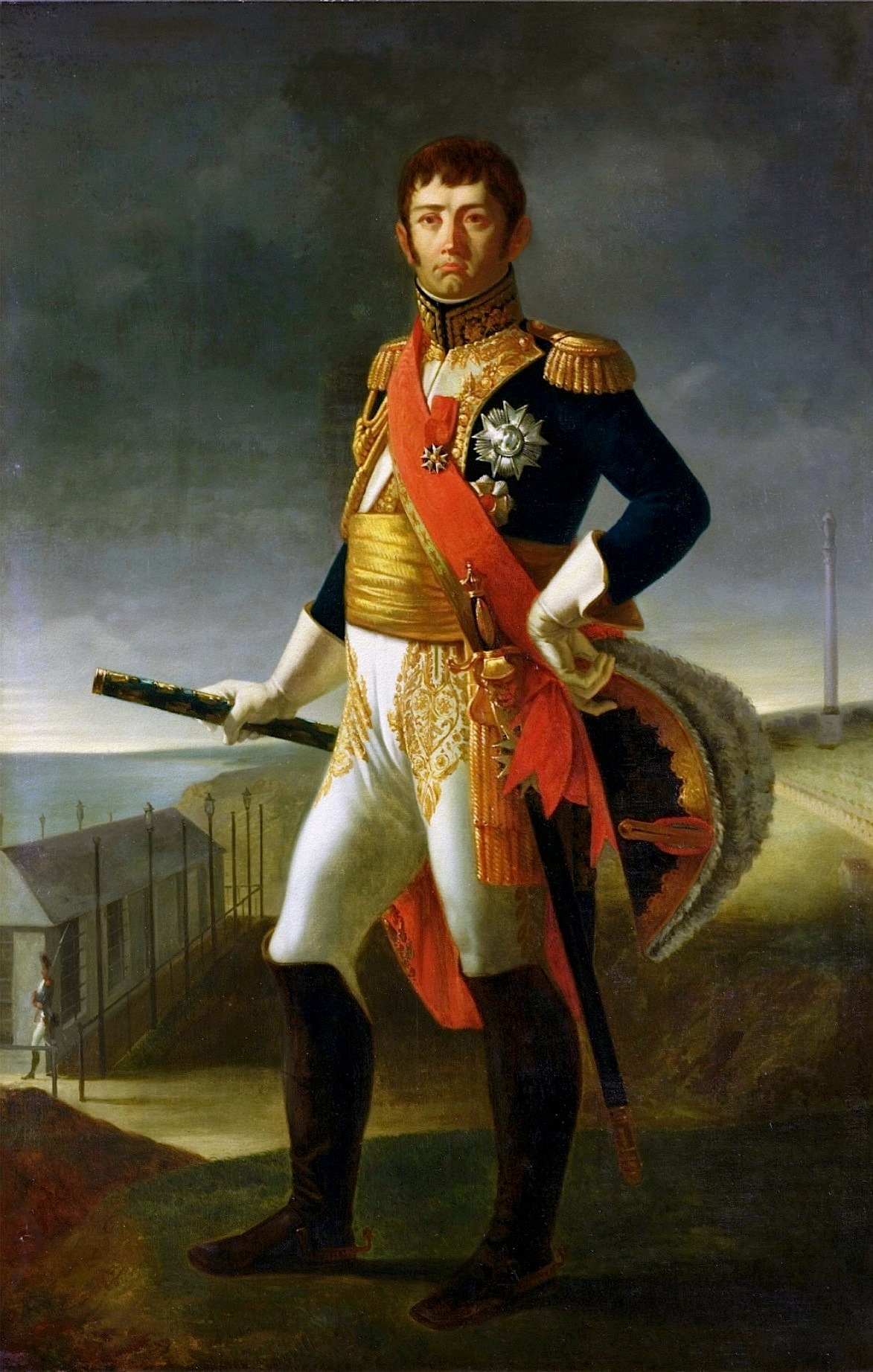
Nicolas Jean-de-Dieu Soult

Soult war es nicht möglich, mit seiner reduzierten Streitmacht eine so mächtige Festung wie Badajoz zu belagern und änderte deshalb seine Pläne. Er entsandte die leichte Kavallerie unter Brigadegeneral André Briche, um die Stadt Mérida einzunehmen und ließ vier Schwadronen Dragoner bei Albuera zurück, um die Garnison Badajoz zu beobachten. Er selbst marschierte mit dem verbliebenen Teil seiner Streitmacht weiter, um eine Circumvallation um Olivenza zu errichten. Zuvor hatte Wellington dem Kommandeur der spanischen Armee von Extremadura, General Pedro Caro de La Romana, empfohlen, entweder die Festung von Olivenza zu zerstören oder seine Verteidigungsanlagen instand zu setzen und komplett zu besetzen; La Romana wies im Gegenzug Mendizábal an, die Festung zu schleifen. Mendizábal aber ignorierte den Befehl und verstärkte die Garnison mit vier Infanterie-Bataillonen. Daher wurde Soult am 11. Januar mit einer starken, aber verteidigungsunfähigen Garnison konfrontiert. Die schwere französische Artillerie traf schließlich am 19. Januar ein. Am 22. Januar brach eine schlecht ausgebesserter Bresche in der Mauer wieder auf. Die spanische Garnison mit mehr als 4.000 Soldaten der Armee von Extremadura ergab sich am 23. Januar.
Soult war zu diesem Zeitpunkt in einer schwierigen Situation: Obwohl er eine 4.000 Mann starke Kavallerie hatte, entsandte er zwei Bataillone, um die Gefangenen aus Olivenza zurück in das von den Franzosen gehaltenen Sevilla zu eskortieren. Dadurch standen ihm nur noch 5.500 Mann Infanterie für seinen Feldzug zur Verfügung. Ferner war das Belagerungsgerät angekommen. Die Abwesenheit von Gazans Infanterie schwächte seine Lage zusätzlich. Dennoch entschied sich Soult dafür, Badajoz zu belagern, in der Hoffnung, dass Wellington Verstärkung an die spanische Festung senden und dadurch die alliierten Truppen an den Linien von Torres Vedras schwächen würde. Am 26. Januar marschierte Soult nach Badajoz. Latour-Maubourg sandte er mit sechs Kavallerie-Bataillonen über den Guadiana, um die nördlichen Zugänge der Festung zu blockieren. Am 27. Januar begann die erste Belagerung von Badajoz. Gazans Division kehrte am 3. Februar zur Hauptstreitmacht von Soult zurück und vergrößerte damit die Besetzungsmacht um 6.000 Mann.
Inzwischen hatte sich Mendizabal zur Grenze zu Portugal zurückgezogen, nachdem er zwei Bataillone zur Verstärkung der Garnison in Badajoz geschickt hatte. Geschwächt durch die Niederlage in Olivenza und die fortwährende Abwesenheit von Ballesteros Einheit, erbat er von La Romana Verstärkung. Diese traf am 14. Januar in Form von 1.800 Mann unter Carlos de España ein. Zusätzlich wurden am 19. Januar ungefähr 6.000 Mann von den Linien von Torres Vedras nach Elvas geschickt, wo sie am 29. Januar eintrafen. Als sich diese Einheiten den restlichen 3.000 Mann von Mendizabal, einer spanischen Kavallerie-Division und einer Brigade der portugiesischen Kavallerie, anschlossen, hatten die Alliierten eine fast 15.000 Mann starke Armee unter Befehl von La Romana, um Soult in Schach zu halten. La Romana starb jedoch am 23. Januar an einem Aneurysma, und der Oberbefehl über die Armee fiel an Mendizabal.
Vor seinem plötzlichen Tod hatte sich La Romana mit Wellington getroffen und sich auf einen Plan für die Schlacht geeinigt. Die Armee sollte sich auf den Höhen von San Cristóbal verschanzen, wobei die rechte Flanke durch das Fort von San Cristóbal geschützt gewesen wäre, die Front durch die Flüsse Gévora und Guadiana, die linke Flanke durch die Festung von Campo Maior und die Rückseite durch Elvas. Obwohl er den Plan kannte, ignorierte Mendizabal diesen leichtsinnig, als er am 5. Februar am Nordufer des Guadiana ankam. Stattdessen stellte er den Großteil seiner Infanterie in Badajoz auf, nur einen kleinen Anteil von Fußsoldaten und seine Kavallerie beließ er unterhalb von San Cristóbal. Am 7. Februar startete Mendizabal einen großangelegten Ausfall gegen die belagernden französischen Einheiten: Die portugiesische Kavallerie, unterstützt von einer kleinen Gruppe von Infanterie, starteten eine Finte gegen den französischen linken Flügel, während eine starke Streitmacht von 5.000 Mann die rechte Flanke angriff. Die Spanier unter dem Kommando von de España durchstießen die erste französische Parallele, um eine der Brigaden von General Jean-Baptiste Girard zu attackieren, und wurden erst zurückgetrieben, als Mortier mehrere Bataillone zur Unterstützung von Girard sandte. De España zog sich nach Badajoz zurück. Er selbst hatte 650 Mann verloren gegenüber 400 französischen Verlusten.
Am 9. Februar zog Mendizabal die meisten seiner Männer von Badajoz ab und ließ eine 7.000 Mann starke Garnison zurück. Die 9.000 Infanteristen der Feldarmee stationierte er auf den Höhen von San Cristóbal, während die 3.000 Mann starke Kavallerie hinter ihnen auf den Ebenen des Caya lagerte. Der spanische Kommandant ignorierte erneut Wellingtons Plan, sich auf den Höhen einzugraben; ebenso schickte er keine Kavallerie als Vorhut, um seine Front zu schützen und die französische Manöver zu überwachen. Soult ignorierte in den darauffolgenden Tagen die spanische Armee weitestgehend und konzentrierte sich stattdessen auf den Aufbau seiner Belagerungslinien und den Beschuss von Badajoz. Durch starken Regen traten zudem der Guadiana als auch der Gévora über ihre Ufer, so dass sie unpassierbar wurden. Dadurch konnten die Franzosen zwischen dem 11. und 18. Februar lediglich das südliche Ende der spanischen Linie beschießen, wodurch die Spanier weiter von Badajoz und dem Schutz durch die Festung von San Cristóbal weggedrängt wurden.

## Verlauf der Schlacht

Karte der Schlacht

Am Nachmittag des 18. Februar hatten die Regengüsse nachgelassen und ein niedriger Wasserspiegel machte den Gévora wieder passierbar. Am Abend entsandte Soult neun Infanterie-Bataillone, drei Kavallerie-Schwadronen und zwei Artillerie-Batterien unter Befehl von Mortiers über eine Rollfähre zum Nordufer des Guadiana. Zusammen mit den sechs Kavallerie-Regimentern von Latour-Maubourg hatten die Franzosen jetzt 4.500 Mann Infanterie, 2.500 Mann Kavallerie und 12 Kanonen, um die spanischen Linien bei Tagesanbruch am 19. Februar anzugreifen. Aufgrund des starken Nebels an diesem Morgen ahnte Mendizabal nichts von den sich nähernden Franzosen, ehe sein nur gut anderthalb Kilometer von der Front entfernte Wachposten durch Mortiers Infanterie zurückgetrieben wurde, die den Gévora durchwarteten. Zur gleichen Zeit hatten es die von Latour-Maubourg zum Angriff der linken Flanke der Spanier entsandten zweiten Husaren geschafft, die Höhen im Norden ebenfalls unentdeckt zu besteigen, und griffen so eines von Carlos de Españas ahnungslosen Regimenter an.
Mortier demonstrierte seine taktische Überlegenheit in der Aufstellung seiner kleinen Streitmacht: Er sandte seine ganze Kavallerie nach Norden, um die linke Flanke der Spanier anzugreifen; drei Bataillone wurden nach Süden zwischen das Fort bei San Cristóbal und den spanischen rechten Flügel gesandt, die übrigen sechs Infanterie-Bataillone griffen die spanische Front an. Als sich der Nebel lichtete, erreichte die leichte französische Kavallerie die Anhöhe und fiel über die spanische linke Flanke her. Indes ließ Latour-Maubourg drei Dragoner-Regimente aufrücken, um die vereinigte spanische und portugiesische Kavallerie auf der Ebene von Caya anzugreifen. Trotz der zahlenmäßigen Überlegenheit gegenüber den Franzosen ignorierten die Alliierten jegliche Befehle und flohen unmittelbar nach Elvas und Campo Maior. Sie flüchteten größtenteils unversehrt, da Latour-Maubourg sie ignorierte und stattdessen seine Kavallerie gegen die Linien der spanischen Infanterie einsetzte.
Dennoch war der Angriff auf die spanische rechte Flanke nicht unmittelbar entscheidend für den Ausgang der Schlacht. Da sich der Nebel gelichtet hatte, konnten die Spanier die zahlenmäßige Unterlegenheit der gegnerischen Armee erkennen und formierten sich. Das Musketen-Duell zwischen den beiden Seiten hatte kaum begonnen, als die französische Kavallerie erschien; die leichte Kavallerie näherte sich von der Spitze der Anhöhe, während Latour-Maubourgs Dragoner von hinten aufrückten. Als Antwort formierte Mendizabal seine Truppen in zwei riesige durch die Artillerie unterstützte Karrees. Obwohl sie anfänglich der französischen Kavallerie standhalten konnten, wurden sie ein leichtes Ziel für die französische Infanterie und Artillerie. Ein spanischer Infanterist erzählte später: „Ihre Artillerie ging auf höchst schreckliche Weise vor. Sie formten sich zuerst als Oval und später in eine willkürliche Aufstellung, so dass die Kavallerie in der Lage war, die gegnerischen Reihen zu durchstoßen und Gefangene zu nehmen.“ Folglich besiegte Briches leichte Kavallerie die zwei spanischen Truppenkonzentrationen ohne große Schwierigkeit und die Schlacht war praktisch beendet. Einige der spanischen Regimenter zerstreuten sich, viele kapitulierten und andere vereinigten sich, um sich gemeinsam den Weg nach Badajoz oder an die portugiesischen Grenze zu erkämpfen.

## Auswirkungen
Der Kampf war ein herber Rückschlag für die Anglo-Spanisch-Portugiesische Allianz. Wellington hatte zuvor die spanischen Generäle gewarnt, dass die Armee von Extremadura der letzte Truppenteil war, den ihr Land besäße, und schrieb später, dass „die Niederlage von Mendizabal das größte Unglück ist, das nicht vorherzusehen war, aber dennoch eingetroffen ist.“ Die Armee wurde im Wesentlichen zerstört; obwohl 2.500 Mann Infanterie nach Badajoz und eine etwas kleinere Anzahl nach Portugal entkamen, wurden 1.000 Spanier getötet oder verwundet, 4.000 wurden gefangen genommen und 17 Kanonen gingen verloren. Die Franzosen hatten nur geringe Verluste zu vermelden. Soult meldete zunächst 30 Tote und 140 Verwundete. Diese Angaben wurden schließlich auf ungefähr 400 Opfer, hauptsächlich der Kavallerie, korrigiert.
Soult konnte jetzt seine Belagerung von Badajoz fortsetzen; obwohl die Garnison der Stadt jetzt wegen des Zulaufs an Soldaten von Mendizabals vernichteter Armee ungefähr 8.000 Mann stark war, fiel sie am 11. März schließlich an die Franzosen. Wellington sandte daraufhin ein großes anglo-portugiesisches Korps unter dem Kommando von General William Beresford, um die wichtige Festungsstadt wieder einzunehmen, sodass am 20. April die zweite Belagerung von Badajoz begann. Daraus resultierte ein Versuch französischer Seite, am 16. Mai in der blutigen Schlacht bei La Albuera diese Belagerung aufzuheben. Hierbei konnte Beresfords starkes verbündetes Korps die Belagerung aufrechterhalten, schaffte es aber nur knapp, eine zahlenmäßig unterlegene französische Armee, wieder befohlen durch Soult, zurückzuhalten. Als jedoch die französische Armee von Portugal, jetzt unter dem Befehl von Marschall Auguste Marmont, und die Armee des Südens zusammenfanden, zwangen die vereinigten französischen Streitkräfte von mehr als 60.000 Männern Wellington am 20. Juni die Belagerung abzubrechen und seine 44.000 Mann nach Elvas zurückzuziehen. So blieb Badajoz bis zum folgenden Jahr in französischen Händen, bevor die Verbündeten Badajoz nach der dritten Belagerung am 6. April 1812 zurückeroberten.
Beendet wurden die Napoleonischen Kriege auf der Iberischen Halbinsel am 17. April 1814 durch den Sieg der Alliierten.